# WASP-71
WASP-71 — звезда, которая находится в созвездии Кита на расстоянии около 1195 световых лет от нас. Вокруг звезды обращается, как минимум, одна планета.

## Характеристики
WASP-71 представляет собой сходящую с главной последовательности звезду. Масса звезды равна 1,57 солнечной, а радиус — 2,32 соответственно. Температура поверхности звезды составляет приблизительно 6050 кельвинов.

## Планетная система
В 2012 году у звезды WASP-71 транзитным методом была открыта планета b массой 2,26 ± 0,07 юпитерианских. Период обращения составляет 2,90367 дней, радиус планеты — 1,5 ± 0,11 радиуса Юпитера.